# Hans Volle
Hans Volle (* 8. Juli 1939 in Pforzheim) ist ein baden-württembergischer Politiker der CDU. Er war von 1979 bis 2003 Landrat des Landkreises Tuttlingen.
Volle wuchs in dem heute nach Bad Liebenzell eingemeindeten Dorf Monakam auf. Er besuchte das Gymnasium in Calw und absolvierte anschließend eine Ausbildung des gehobenen Verwaltungsdienstes an der Verwaltungsschule Haigerloch, die er 1961 zusammen mit dem späteren Ministerpräsident Erwin Teufel erfolgreich mit dem Staatsexamen abschloss. Im Anschluss arbeitete er für die Stadtverwaltung Rutesheim sowie für das Innenministerium Baden-Württemberg. In Spaichingen arbeitete er einige Jahre für den inzwischen zum Bürgermeister gewählten Erwin Teufel. 1967 wurde Volle zum Bürgermeister der Stadt Alpirsbach gewählt und wechselte 1974 zum Regionalverband Schwarzwald-Baar-Heuberg, den er als hauptamtlicher Vorsitzender fünf Jahre lang leitete. Im Januar 1979 wählte ihn der Kreistag des Landkreises Tuttlingen als Nachfolger des im Amt verstorbenen Hans Köpf zum Landrat. Volles Stellvertreter war von 1980 bis 1990 der CDU-Politiker Volker Kauder. 1986 und 1994 wurde Volle jeweils als Landrat wiedergewählt. Von 1980 bis 2000 war er nebenamtlich Verbandsvorsitzender des Regionalverbandes. Nach Ablauf seiner dritten Amtszeit im Januar 2003 trat Volle nicht wieder zur Wahl an und arbeitete anschließend nebenberuflich als Berater für Entbürokratisierung und Verwaltungsreform für die Landesregierung von Baden-Württemberg. Zu Volles Nachfolger als Landrat wurde der CDU-Politiker Guido Wolf gewählt.
Hans Volle war Mitglied im Finanz- und Sozialausschuss des baden-württembergischen Landkreistags und war stellvertretender Vorsitzender des Kommunalen Arbeitgeberverbands Baden-Württemberg sowie Vorsitzender des Zweckverbands Ringzug.
In Volles Amtszeit fiel die Entscheidung für das Freilichtmuseum Neuhausen ob Eck sowie das Ringzug-System.
Hans Volle ist verheiratet und hat drei Söhne. Er wohnt in Wurmlingen bei Tuttlingen.